# Marina Berti
Marina Berti (London, 1924. szeptember 29. – Róma, 2002. október 29.) olasz színésznő.

## Életpályája
Szüleivel 1936-ban tért vissza Olaszországba. Tanulmányait Firenzében végezte, s a helyi rádióban lépett fel első ízben. 1940-ben Rómába költözött. 1942-től szerepelt filmekben. Alberto Lattuada filmrendező fedezte fel. Nagy erejű drámai hősnő volt. Az 1950-es években mint vendég Hollywoodban és az amerikai televízióban is szerepelt. Az 1970-es évek közepétől már ritkábban volt látható a televízióban.

## Magánélete
1944–1998 között Claudio Gora (1913–1998) olasz színész volt a férje.

## Filmjei
- Giacomo, az idealista (Giacomo l'idealista) (1943)
- Az ördög völgye (La valle del diavolo) (1943)
- A hegyek asszonya (La donna della montagna) (1944)
- Az ég kapuja (La porta del cielo) (1945)
- A tanú (Il testimone) (1946)
- Viharos éjszaka (Notte di tempesta) (1946)
- Rókák hercege (Prince of Foxes) (1949)
- Az ég vörös (Il cielo è rosso) (1949)
- A deportált (Deported) (1950)
- A fekete kapitány (Il capitano nero) (1951)
- Quo Vadis? (1951)
- A nagyváros peremén (1953)
- Casta diva (1954)
- Ben-Hur (1959)
- A szókimondó asszonyság (1961)
- Jessica (1962)
- A Siena-beli kardforgató (1962)
- Kleopátra (1963)
- Monsieur (1964)
- Olasz furcsaságok (1965)
- Valaki elárul (Qualcuno ha tradito) (1967)
- Kísértés[forrás?] (Temptation) (1968)
- Odüsszeia (1968)
- Ha kedd van, akkor ez Belgium (1969)
- Mózes, a törvényhozó (1974)
- A Názáreti Jézus (1977)
- Bűnvadászok (1985)
- Húzd meg, ereszd meg! (1992)
- Borostyán (1992)
- Szerelem a Hohenstein-kastélyban (1992–1993)
- Ámen (2002)